# GOCOO
GOCOO（ゴクウ）は、1996年に結成された和太鼓バンド。1997年にイベント『RAINBOW2000』にてデビュー。和太鼓道場TAWOO主催。
JUNO REACTORやサカナクションとコラボし、国内外ジャンルを越えて支持されている。
ハリウッド映画『MATRIX Reloaded』と『Matrix Revolutions』のサウンドトラックに日本から唯一参加。
2003年から始まった海外ツアーは、38カ国通算225回（2016年現在）に上る。
2009年には、Newsweek誌の『世界が尊敬する日本人100』に選出されている。